# Узкохвосты
Узкохвосты (лат. Leptacinus) — род стафилинид из подсемейства Staphylininae.

## Описание
Четвёртый сегмент челюстных щупиков при основании в два раза  тоньше третьего, шиловидный. Наружный лобные бороздки глубокие, по направлению вперёд слабо расходятся с внутренними.

## Систематика
К роду относятся:
- вид: Leptacinus batychrus (Gyllenhal, 1827)
- вид: Leptacinus dubius Bordoni, 1975
- вид: Leptacinus faunus Coiffait, 1956
- вид: Leptacinus formicetorum Märkel, 1841
- вид: Leptacinus intermedius Donisthorpe, 1936
- вид: Leptacinus lupercus Coiffait, 1956
- вид: Leptacinus marocanus Coiffait, 1969
- вид: Leptacinus merkli Ádám, 1987
- вид: Leptacinus othioides Baudi di Selve, 1869
- вид: Leptacinus pusillus (Stephens, 1833)
- вид: Leptacinus sulcifrons (Stephens, 1833)